# Los pensionados
Los pensionados fue el nombre de una telenovela argentina emitida por Canal 13 durante el año 2004 y producida por Pol-ka Producciones. Se emitía a las 21:30 (hora argentina), durante el prime time. Su cortina musical estaba compuesta por el tema Irresponsables, de Babasónicos.

## Argumento
Todo sucede en "La Argentina", la pensión que Tony (Damián De Santo), junto con su hermana Violeta (Verónica Lozano) y su tía Catalina (Patricia Palmer) decidieron reciclar hace poco menos de un año.
Tony es un expolicía y conoce a Vera (Cecilia Dopazo) el día que ella huye de su casamiento. Él es separado y abandona su profesión por algo que sucedió en una investigación. Ella dejó plantado a Daniel (Carlos Girini) en el altar y se escapó con Leonor (Laura Oliva), su mejor amiga. El destino los cruza en Buenos Aires frente a una iglesia y algo mágico pasa entre ellos.
Alejandro (Guido Kaczka) y Diego (Alejo Ortiz) son íntimos amigos. Y viven juntos en la pensión. Diego conoció a Flopy (Marcela Kloosterboer) en una carrera de Motocross, y se enamoró perdidamente de ella. Flopy es una chica muy especial, se lleva muy mal con Alejandro. En realidad Alejandro se está enamorando muy en secreto de Flopy y ella también de él.
Miranda (Sabrina Carballo) da clases particulares, es una chica de corazón muy noble, muy solidaria y está enamorada de
Fernando (Luciano Pereyra) quien tuvo una relación con Shamira (Agustina Cherri).
Mariano (Walter Quiroz) es un chico muy noble, dibujante, que en  la pensión se encuentra con la chica de sus sueños: Miranda. Apenas la ve se enamora. Pero el corazón de Miranda ya está ocupado. Y enganchada en una relación que la hace sufrir, tardará en registrar que hay alguien que la quiere y que la espera.
Catalina es madre soltera de Emma (Ananda Bredice), una nena pícara y hermosa. Cuando era chica, su familia estaba en una buena posición y por esto era muy presumida y ni registraba a Carlos (Pablo Alarcón), un gordito bueno y humilde que estaba perdidamente enamorado de ella.
Carlos luchó y se convirtió en un empresario poderoso y un hombre muy atractivo.
Hoy la vida vuelve a unir a Carlos y a Catalina... Todo vuelve a empezar pero con una mentira de Carlos que se hace pasar por otra persona tras una confusión de Cata...
Violeta vaga y perezosa, tiene un amor secreto: León (Daniel Aráoz). El mejor amigo de su hermano.
León, vive en la pensión. Trabaja ahí, se ocupa de que todo esté en orden... Y ama secretamente a Violeta.
Los dos se aman en secreto pero alguien vendrá a romper este amor...
Leonor es la mejor amiga de Vera. Ella es farmacéutica. Se van a conocer con León y algo especial sucederá entre ellos a partir de ese primer encuentro.
Kathy (Luisana Lopilato), la celosa hija de Carlos se enamorará de Manuel (Nicolás Vázquez), el primo volleybolista de Flopy.

## Audiencia
La tira no consiguió la audiencia que se esperaba, ya que en su momento competía de manera directa con Los Roldán, una famosa serie que obtuvo mayor índice de audiencia. El índice de audiencia promedio durante el tiempo que estuvo al aire fue de 12.2 puntos.

## Elenco
- Damián De Santo como Antonio "Tony" Carballo.
- Cecilia Dopazo como Vera Duarte.
- Agustina Cherri como Shamira.
- Marcela Kloosterboer como Florencia "Floppy" Morán.
- Guido Kaczka como Alejandro "Ale" Crámer.
- Luciano Pereyra como Fernando Gutiérrez.
- Sabrina Carballo como Miranda.
- Walter Quiroz como Mariano.
- Alejo Ortiz como Diego.
- Patricia Palmer como Catalina "Cata" Andrade.
- Laura Oliva como Leonor Hornos.
- Pablo Alarcón como Carlos Pérez.
- Daniel Aráoz como León.
- Verónica Lozano como Violeta Carballo.
- Mario Moscoso como Rafael Salcedo.
- Luisana Lopilato como Katherina "Kathy" Pérez.
- Florencia Bertotti como Florencia.
- Carla Peterson como Sandra.
- Nicolás Vázquez como Manuel Morán.
- Catarina Spinetta como Brenda.
- Sebastián Estevanez como Luis "Lucho" García / "El Toro".
- Carlos Girini como Daniel.
- Héctor Calori como Rolando
- María Fernanda Callejón como Johanna Valdés.
- Laura Azcurra como Felicitas.
- Mariana Fabbiani como Adriana.
- Alberto Martín como Rodolfo Hornos.
- Silvia Montanari como Cristina.
- Favio Posca como Richard.
- Marcelo de Bellis como Rubén Chamorro.
- Eduardo Carrera como Malbicho.
- Ananda Bredice como Emma Andrade.
- Iván Espeche como Chirola.
- Reina Reech como Laura.
- Úrsula Vargues como Alicia.
- Soledad Pastorutti como Luciana.

## Sucesión de tiras diarias dePol-ka Producciones
| Predecesor: ''Son amores'' | ''Los pensionados'' 2004 | Sucesor: ''Los secretos de papá'' |